# Muang Mai
 (août 2022).
Muang Mai est un village du Laos situé dans la province de Phongsaly, dans le district de Mai.